# Dynamena stabilis
Dynamena stabilis är en nässeldjursart som först beskrevs av John Fraser 1948.  Dynamena stabilis ingår i släktet Dynamena och familjen Sertulariidae. Inga underarter finns listade i Catalogue of Life.